# Madonna von Michle

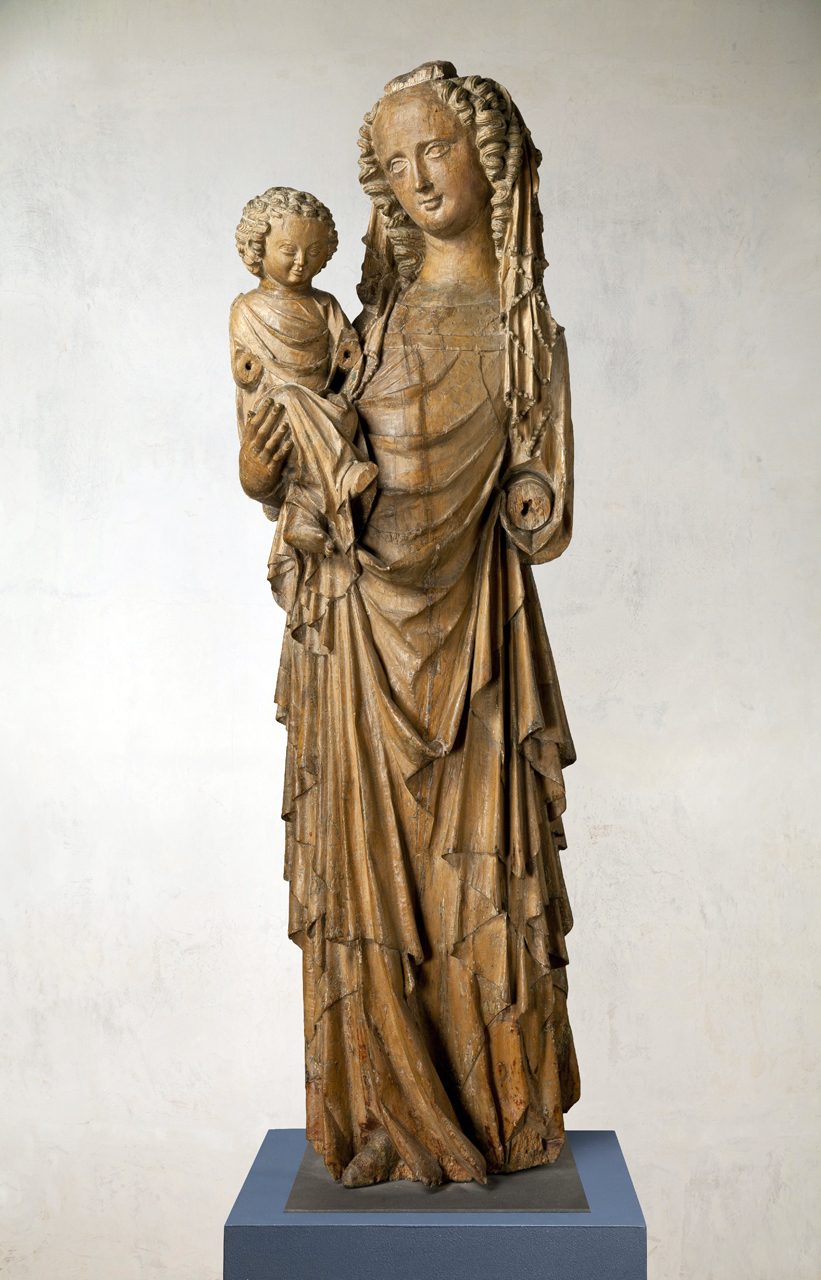
Madonna von Michle, Nationalgalerie Prag

Die Madonna von Michle (tschechisch Michelská madona) ist die Figur einer Madonna aus der Kirche Unsrer Lieben Frau in Michle bei Prag. Der namentlich nicht bekannte Meister der Madonna von Michle war im 14. Jahrhundert in Böhmen im Umkreis des Prager Hofes tätig. Die aus Birnbaumholz geschaffene Figur ist um 1330 entstanden. Sie ist eines der ersten erhaltenen Beispiele dafür, wie mit Beginn der Herrschaft von Kaiser Karls IV. und dessen Förderung der Kunst in Prag der Einfluss norditalienischer Plastik und vor allem französischer Kunst aus Paris und Avignon sowie weiter vom Mittelrhein nach Prag gelangte. Es entstanden gerade zu Beginn der Regierung des Kaisers erste gotische Madonnenfiguren in Böhmen.
Die Madonna von Michle befindet sich heute im Besitz der Nationalgalerie in Prag. Nach Meinung von Experten gehört auch die dort zu findende Statue der Madonna auf dem Löwen zu den Werken des Meisters der Madonna von Michle.
Die Figur der Madonna von Michle steht am Anfang der Entwicklung der böhmischen Bildhauerei. Mit ihr und der um sie gruppierten Stilrichtung beginnt die Entwicklung einer lokalen Kunst zu einem typisch böhmischen weichen Stil. Die Figur kann als  bedeutendes Werk und Ausgangspunkt solcher eigenständigen lokalen Kunst und später auch für die Kunst in Europa bedeutenden Entwicklung unter Karl IV. gesehen werden. In Prag bildet sich zu dieser Zeit ein internationaler Stil der Bildhauerei heraus, den beispielsweise der Meister von Hohenfurth auch in der Malerei einführte. Danach wurden dann böhmische Innovationen in der Kunst zu einer der Voraussetzungen der deutschen Bildhauerei des frühen 15. Jahrhunderts. Die Madonna von Michle ist ein Beispiel des Ideen- und Kulturtransfers in der Gotik.